# Bartoloměj Kuru
Bartoloměj Kuru (* 6. dubna 1987) je rakouský fotbalový brankář, narozený v Čechách, momentálně hrající za rakouský celek FC Mauerwerk.
Hrál v mládežnických týmech pražské Sparty a Slavie.
Nastoupil v rakouském týmu U19, se kterým skončil na Mistrovství Evropy ve fotbale hráčů do 19 let 2006 v Polsku v semifinále (porážka 0:5 s pozdějším vítězem Španělskem). Zahrál si i na Mistrovství světa ve fotbale hráčů do 20 let 2007 v Kanadě, kde Rakousko podlehlo v semifinále České republice 0:2.